# 스토얀카 무타포바
스토얀카 무타포바(불가리아어: Стоянка Мутафова)로 잘 알려진 스토야나마리야 콘스탄티노바 무타포바(불가리아어: Стояна-Мария Константинова Мутафова, 1922년 2월 2일~2019년 12월 6일)는 불가리아의 배우이다. 90편 이상의 연극과 25편의 영화에 출연했다.